# Equites (gladiator)

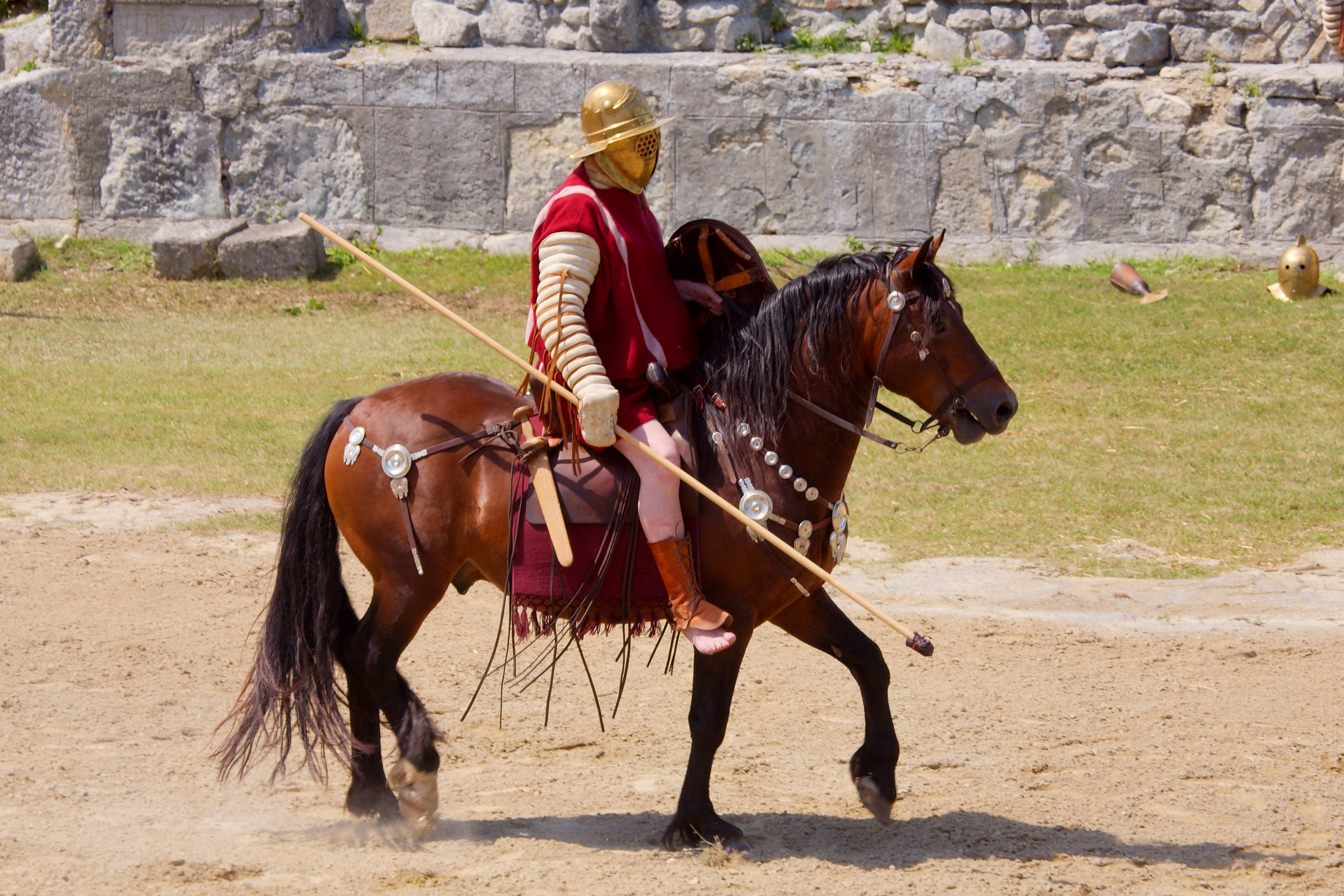
Reconstructie

Equites waren de gladiatoren die op een paard (equus) vochten (Orelli, Inscrip. 2569, 2577.). Gezeten op hun paard bestreden ze andere equites met hun speer en hun gladius (zwaard). Ze droegen een tunica en hadden een manica (leren armbescherming). Deze tunicae hadden een verschillende kleur om de twee strijders te kunnen onderscheiden in de strijd. Hun helm was een gesloten type met slechts gaatjes om hun het zicht te geven over de strijd. Ze hadden ook een klein rond schild ter verdediging.